# (502) Sigune
Sigune és el nom que rep el planeta menor número 502, que orbita al voltant del Sol.
Fou descobert per l'astrònom Max Wolf des de l'observatori de Heidelberg (Alemanya), el 19 de gener de 1903. La seva designació provisional fou 1903 LC.